# Oscar Guttmann
Oscar Guttmann (* 25. Februar 1855 in Nagy-Becskerek, Woiwodschaft Serbien und Temeser Banat; † 2. August 1910 in Brüssel) war ein österreich-ungarischer, in Großbritannien wirkender Chemiker und Chemiehistoriker, der sich auf Sprengstoffchemie spezialisierte.

## Werdegang
Guttman war Industriechemiker, zuerst in einer Ceresin-Fabrik und ab 1875 in der Sprengstofffabrik von Sankt Lambrecht. Danach war er in einer Schießbaumwolle-Fabrik in Budapest, in der Dynamit-Fabrik von Nobel in Isleten in der Schweiz, die die Sprengstoffe für den Bau des St. Gotthard Tunnels lieferte, und leitete die Nobel-Dynamik-Fabrik in Avigliana. Außerdem war er ab 1878 Herausgeber der Zeitschrift Der Bergmann und veröffentlichte viel in Zeitschriften.
Mit England kam er 1883 in Verbindung, als er die Sprengstofffabriken des Landes besichtigte und darüber in Dingler´s Polytechnischem Journal veröffentlichte. 1888 machte er sich als beratender Ingenieur für die Sprengstoffindustrie in Wien selbständig. Sein erster großer Auftrag war im selben Jahr die Beratung für die Fabrik der National Explosives Company in Hayle in Cornwall und noch 1888 zog er ganz nach London. Er wurde zu einem führenden Sprengstoff-Experten in Großbritannien, beriet aber auch mit seinem Ingenieurbüro im übrigen Europa. Er betrieb auch selbst eine Sprengstofffabrik. Bei seinen Erfindungen arbeitete er teilweise mit Ludwig Rohrmann zusammen.
Er entwickelte selbst Verfahren zum Beispiel zur Konzentration von Schwefelsäure und verbesserten Herstellung von Salpetersäure und hielt darauf Patente, ebenso wie für sicherheitstechnische Neuerungen bei der Sprengstoffherstellung (u. a. Reaktionstürme). Seine Patente, die erhöhter Sicherheit in Sprengstofffabriken dienten, stellte er frei zur Verfügung. Guttmann starb bei einem Autounfall in Brüssel, wo er britischer Juror bei der Industrieausstellung war.
Außerdem befasste er sich mit Geschichte der Sprengstoffe. Er entdeckte 1904 das früheste europäische Manuskript (von 1326) mit der Abbildung einer Kanone in Oxford (siehe Walter de Milemete). Sein Prachtband über Geschichte der Sprengstoffe Monumenta Pulveris Pyrii erschien in begrenzter Auflage für Subskribenten. Guttmann besaß eine der größten Bibliotheken zur Geschichte von Explosivstoffen.
Seine Bücher über Sprengstoffe und Sprengstoffherstellung waren Standardwerke.
Er war Mitglied der Society of Chemical Industry und zweimal in deren Rat, war Vizepräsident des Institute of Chemistry und Mitglied der Institution of Civil Engineers.

## Schriften
- Die Industrie der Explosivstoffe, Vieweg 1895, Archive
- Blasting; a handbook for the use of engineers and others engaged in mining, tunnelling, quarrying, etc., London: Charles Griffin 1892, 1906, Archive
- Handbuch der Sprengarbeit, Vieweg 1892, 1906, Archive
- The manufacture of explosives; a theoretical and practical treatise on the history, the physical and chemical properties, and the manufacture of explosives, London: Whittaker and Co., 2 Bände, 1895, Band 1, Archive, Band 2, Archive
- Schiess- und Sprengmittel, Vieweg 1900, Archive
- Manufacture of Explosives: twenty years progress (Cantor Lectures bei der Royal Society of Arts 1908)
- Monumenta pulveris pyrii, London 1906.